# Eotetranychus rajae
Eotetranychus rajae är en spindeldjursart som beskrevs av Wainstein 1956. Eotetranychus rajae ingår i släktet Eotetranychus och familjen Tetranychidae. Inga underarter finns listade i Catalogue of Life.